# Championnats de Corée du Sud de cyclisme sur route
Les championnats de Corée du Sud de cyclisme sur route sont les championnats nationaux de cyclisme sur route organisés par la Fédération cycliste de la Corée du Sud.

## Podiums des championnats masculins

### Course en ligne
| Année | Vainqueur      | Deuxième         | Troisième       |
| ----- | -------------- | ---------------- | --------------- |
| 2007  | Park Sung-baek | Kim Dong-young   | Choi Jong-gyun  |
| 2008  | Park Sung-baek | Kim Dong-young   | Choi Jong-gyun  |
| 2011  | Jang Sun-jae   | Jeong Eung-seong | Youm Jung-hwan  |
| 2012  | Jang Chan-jae  | Gong Hyo-suk     | Jeon Yung-jae   |
| 2013  | Jung Ji-min    | Park Sung-baek   | Jang Chan-jae   |
| 2014  | Seo Joon-yong  | Jang Sun-jae     | Jang Chan-jae   |
| 2015  | Park Sang-hong | Kim Ok-cheol     | Jung Ha-jeon    |
| 2016  | Gong Hyo-suk   | Jung Woo-ho      | Kim Woong-gyeom |
| 2017  | Jang Kyung-gu  | Jung Woo-ho      | Kim Ok-cheol    |
| 2018  | Seo Joon-yong  | Ham Seok-hyun    | Kim Woong-gyeom |
| 2019  | Kim Eu-ro      | Gong Hyo-suk     | Kwon Soon-young |
| 2020  | Park Sang-hong | Joo Dae-yeong    | Choi Sang-jin   |
| 2021  | Jang Kyung-gu  | Choi Dong-hyeok  | Joo Dae-yeong   |
| 2022  | Joo Dae-yeong  | Kim Eu-ro        | Kim Ji-hoon     |
| 2023  | Park Keon-woo  | Jang Kyung-gu    | Jung Woo-ho     |
| 2024  | Jang Kyung-gu  | Kim Eu-ro        | Jung Woo-ho     |
| 2025  | Yun Jae-bin    | Lim Jong-won     | Joo Dae-yeong   |

Multi-titrés
- 3 : Jang Kyung-gu
- 2 : Park Sung-baek, Seo Joon-yong, Park Sang-hong

### Contre-la-montre
| Année | Vainqueur       | Deuxième        | Troisième      |
| ----- | --------------- | --------------- | -------------- |
| 2007  | Youm Jung-hwan  | Joo Hyun-wook   | Jang Sun-jae   |
| 2008  | Youm Jung-hwan  | Joo Hyun-wook   | Jang Sun-jae   |
| 2011  | Choe Hyeong-min | Youm Jung-hwan  | Jang Sun-jae   |
| 2015  | Jang Kyung-gu   | Park Sang-hoon  | Park Sung-baek |
| 2016  | Choe Hyeong-min | Kim Ji-hun      | Jang Kyung-gu  |
| 2017  | Choe Hyeong-min | Park Sang-hoon  | Bang Seon-hoe  |
| 2018  | Choe Hyeong-min | Jang Kyung-gu   | Park Sang-hoon |
| 2019  | Choe Hyeong-min | Min Kyeong-ho   | Im Jae-yeon    |
| 2020  | Choe Hyeong-min | Min Kyeong-ho   | Kim Kook-hyun  |
| 2021  | Choi Sang-jin   | Min Kyeong-ho   | Shin Don-gin   |
| 2022  | Min Kyeong-ho   | Choe Hyeong-min | Kim Kook-hyun  |
| 2023  | Jang Kyung-gu   | Choe Hyeong-min | Min Kyeong-ho  |
| 2024  | Choe Hyeong-min | Min Kyeong-ho   | Bae Hyoung-jun |
| 2025  | Choe Hyeong-min | Hong Young-taek | Joo Dae-yeong  |

Multi-titrés
- 8 : Choe Hyeong-min
- 2 : Youm Jung-hwan

## Podiums des championnats féminins

### Course en ligne
| Année | Vainqueur        | Deuxième        | Troisième       |
| ----- | ---------------- | --------------- | --------------- |
| 2007  | Chun Young Kyung | Han Song-hee    | Choi Hye Kyeong |
| 2013  | Na Ah-reum       | Chaek Yung Rhee | Kim Seul-gi     |
| 2014  | Na Ah-reum       | Son Hee-jung    | Kim Hyun-ji     |
| 2015  | Gu Sun-Geun      | Son Eun-ju      | Kim Yuna        |
| 2016  | Lee Ju-mi        | Kim Hyun-ji     | Kim Bo-bae      |
| 2017  | Na Ah-reum       | Seon-ha Yu      | Lee Ju-mi       |
| 2018  | Na Ah-reum       | Lee Ju-mi       | Seon-ha Yu      |
| 2019  | Lee Ju-mi        | Lee Yeon Kyeong | Seon-ha Yu      |
| 2020  |                  |                 |                 |
| 2021  | Lee Eun-Hee      | Su-Ji Jang      | Lee Yeon Kyeong |
| 2022  |                  |                 |                 |
| 2023  |                  |                 |                 |
| 2024  |                  |                 |                 |

### Contre-la-montre
| Année | Vainqueur   | Deuxième        | Troisième       |
| ----- | ----------- | --------------- | --------------- |
| 2007  | Lee Min-hye | Han Song-hee    | Yim Hyang-joon  |
| 2015  | Lee Ju-mi   | Moon Hye Seon   | Lee Min-hye     |
| 2016  | Lee Ju-mi   | Seon-ha Yu      | Moon Hye Seon   |
| 2017  | Lee Ju-mi   | Na Ah-reum      | Song Min-ji     |
| 2018  | Na Ah-reum  | Lee Ju-mi       | Song Min-ji     |
| 2019  | Lee Ju-mi   | Lee Yeon Kyeong | Kang Hyun-kyung |
| 2020  |             |                 |                 |
| 2021  | Jieun Shin  | Lee Yeon Kyeong | Su-Ji Jang      |
| 2022  |             |                 |                 |
| 2023  |             |                 |                 |
| 2024  |             |                 |                 |